# Leier (Heraldik)
Die Leier oder Lyra ist in der Heraldik eine gemeine Figur und eine häufig vorkommende Wappenfigur.
Dargestellt wird das alte Musikinstrument Leier durch einen U-förmigen Rahmen mit einem länglichen Schallkörper und darüber liegenden Saiten. Die Wappenfigur ist dem Original recht nahe. Alle heraldische Farbgebungen sind möglich, aber Metalle wie Gold und Silber werden gehäuft genommen. Nur selten liegt die Stückzahl der im Schild gezeigten Figur über eins.
Das Instrument gilt als Symbol für die Kunst und ist in Familienwappen von Musikern und Dichtern ein Heroldsbild mit Aussage. Die gemeine Figur kommt auch in Damenwappen vor. Eine andere Darstellung ist ein u-förmiger Rahmen mit Fuß. Senkrechte Saiten über dem Freiraum des U-Rahmens komplettieren das Instrument. In der Heraldik wird diese Wappenfigur (Überschneidung) auch als Harfe blasoniert. 
Das Instrument kann mit Flügel oder einer sogenannten Fratze verziert sein. Das ist bei der Wappenbeschreibung zu erwähnen.

Leier im Wappen von Oberflacht als Variante 1
Variante 2 im Wappen von La Neuve-Lyre (auch Harfe)
Wappen von Klingenthal mit Lyra
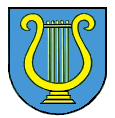
Wappen von Hachtel mit Leier
Wappen von Hochscheid, Leier als Heiligenattribut